# Свята Бурятії

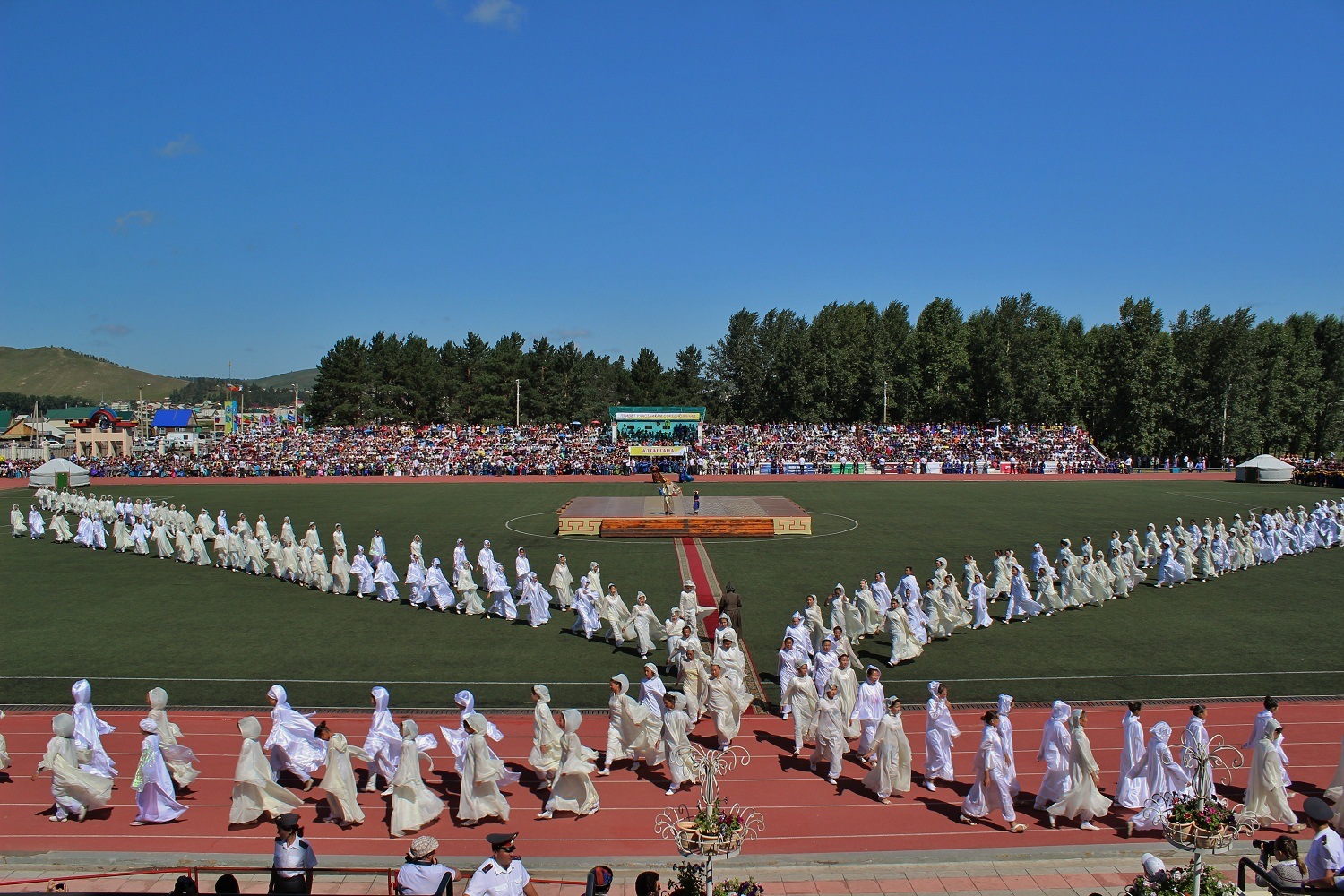
Церемонія відкриття фестивалю «Алтарган-2012» в Агінському.

У Бурятії відзначаються святкові дні, встановлені відповідно до федерального законодавства.
Єдиним республіканським державним святом, коли офіційно відпочиває населення Бурятії, є перший день Нового року за місячним календарем — свято Білого місяця «Сагаалган».
Свято не має якоїсь конкретної дати святкування, тому день свята щорічно оголошується спеціальним нормативним актом голови Республіки Бурятія. Положення закону встановлюють, що у разі випадання свята на вихідні дні воно переміщується на найближчий робочий день.
Перший день Сагаалгана став неробочим днем з 1990 року за указом президії Верховної Ради Бурятської АРСР «Про надання національному святу „Сагаалган“ статусу народного свята».
Також у Бурятії відзначаються й інші свята відповідно до національних та релігійних традицій народів, що проживають на території республіки.

## Список свят

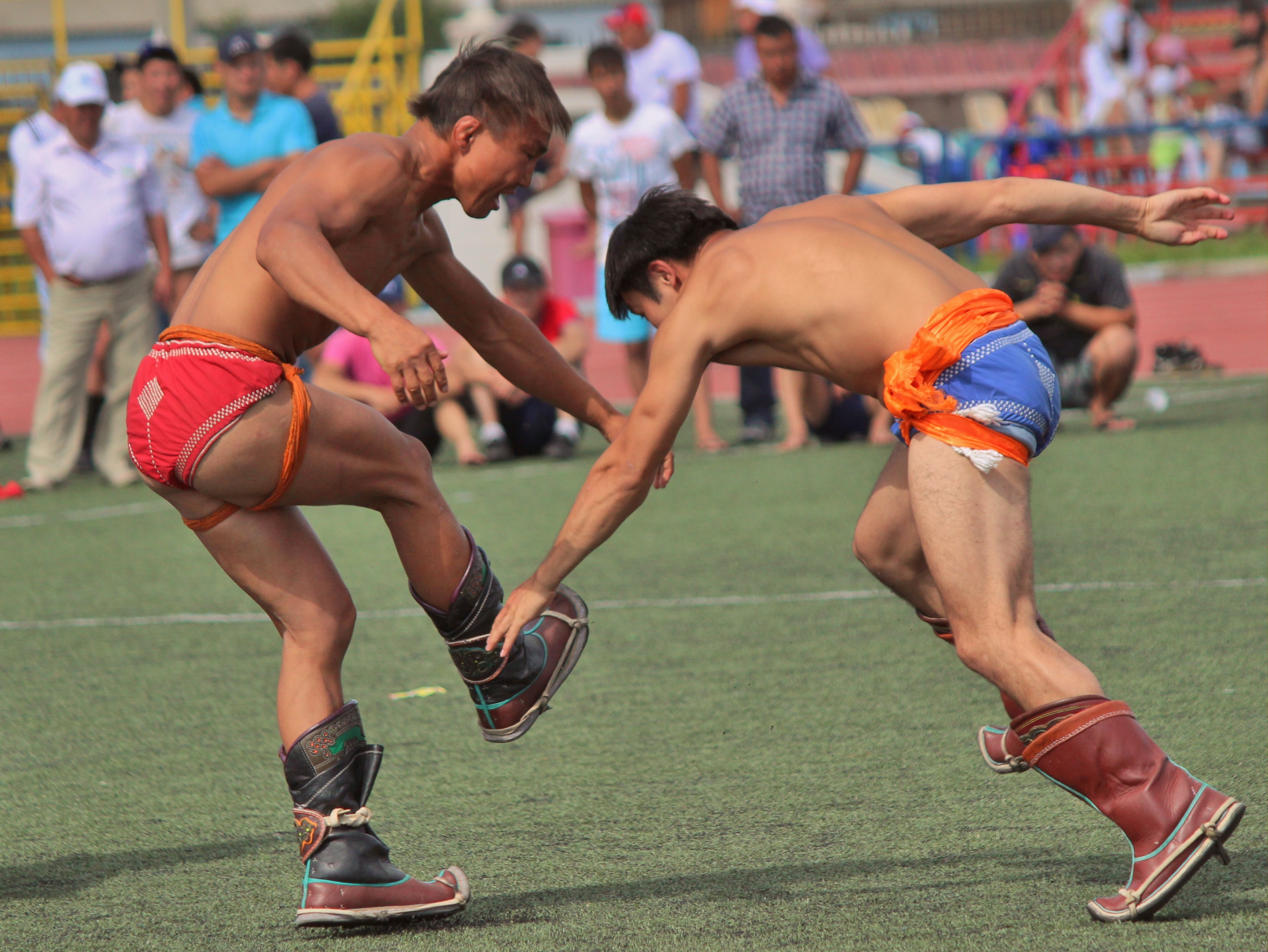
Боротьба на Сурхарбані.

### Січень-лютий
- Сагаалган

### Червень-серпень
- Сурхарбан (щороку влітку)
- Алтаргана (раз на два роки влітку)
- Йординські ігри

### Вересень-листопад
- День стародавнього міста (вересень)
- День Байкалу (вересень)
- День Улан-Уде (вересень)
- Гунський Новий Рік (жовтень)
- Зула Хурал — Свято тисячі лампад